# Alab Pilipinas
Alab Pilipinas (tên khác: Pilipinas Basketball Club, Inc. hay PBCI) là một đội bóng rổ Philippines có trụ sở tại Philippines đang chơi tại Giải bóng rổ nhà nghề Đông Nam Á (ABL). Đội bóng được sở hữu và quản lý bởi công ty quản lý tài năng thể thao, Virtual Playground, do người đại diện tài năng Dondon Monteverde và Charlie Dy dẫn đầu. Alab Pilipinas là đội thứ tư Philippines chơi trong ABL. Alab 'là một từ Tagalog dịch là "blaze" trong tiếng Anh.

## Lịch sử
Alab Pilipinas là đội bóng rổ chuyên nghiệp thứ tư Philippines trong ABL thành công Pilipinas MX3 Kings, người chỉ thi đấu một mùa trong giải. Họ được chính thức công bố là thành viên của ABL vào tháng 9 năm 2016. Đội bóng được thành lập bởi Charlie Dy và Dondon Montiverde.
Alab Pilipinas dự định trình diễn các trận đấu tại sân nhà ở các địa điểm ở Biñan, Laguna, Cebu, và Davao trong suốt thời gian của mùa giải. Họ cũng sẽ tổ chức một số phòng khám bóng rổ cùng với các đơn vị chính quyền địa phương như là một phần của chương trình phát triển cơ sở bóng rổ.

## Sân nhà
- Alonte Sports Arena, Biñan, Laguna[4][5]
- Khu tập thể dục cao đẳng Olivarez, Parañaque[5]
- Trung tâm Ynares, Antipolo, Rizal[6]
- Đấu trường Baliuag Star, Baliuag, Bulacan[6]
- Đấu trường Santa Rosa, Santa Rosa, Laguna[6]
- Trung tâm giải trí thành phố Davao, thành phố Davao[6]